# 帕累托插值
帕累托插值法（Pareto interpolation）是寻找一组数据的中位数的非线性插值方法,，常被用于经济学中分析收入。该方法假设数据符合被称为帕累托分布的曲线。 
中位数由下面公式给出：
{\displaystyle {\rm {median}}=\kappa \,2^{1/\theta },}
其中参数κ和θ由下列公式给出：
{\displaystyle K=\left({\frac {P_{b}-P_{a}}{{\frac {1}{a^{\theta }}}-{\frac {1}{b^{\theta }}}}}\right)^{\frac {1}{\theta }}}
且
{\displaystyle \theta \;=\;{\frac {\log(1-P_{a})-\log(1-P_{b})}{\log(b)-\log(a)}}}
其中
a = 包含中数的分类的下限
b = 包含中数的分类的上限
Pa = 分布的低于（lies below）下限的部分
Pb = 分布的低于（lies below）上限的部分